# Aduge jezik
Aduge jezik (ISO 639-3: adu), jezik skupine edoid, šira benue-kongoanska skupina, kojim govori 1 900 ljudi (Crozier and Blench 1992) u nigerijskoj državi Anambra.
Aduge čini zaseban jezik unutar sjeverozapadne podskupine edoidskih jezika.

## Vanjske poveznice
- Ethnologue (14th)
- Ethnologue (15th)